# 24 Horas de Le Mans de 1975
As 24 Hours of Le Mans de 1975 foi o 43º grande prêmio automobilístico das 24 Horas de Le Mans, tendo acontecido nos dias 14 e 15 de junho 1975 em Le Mans, França, no autódromo francês, Circuit de la Sarthe.

## Resultados Finais

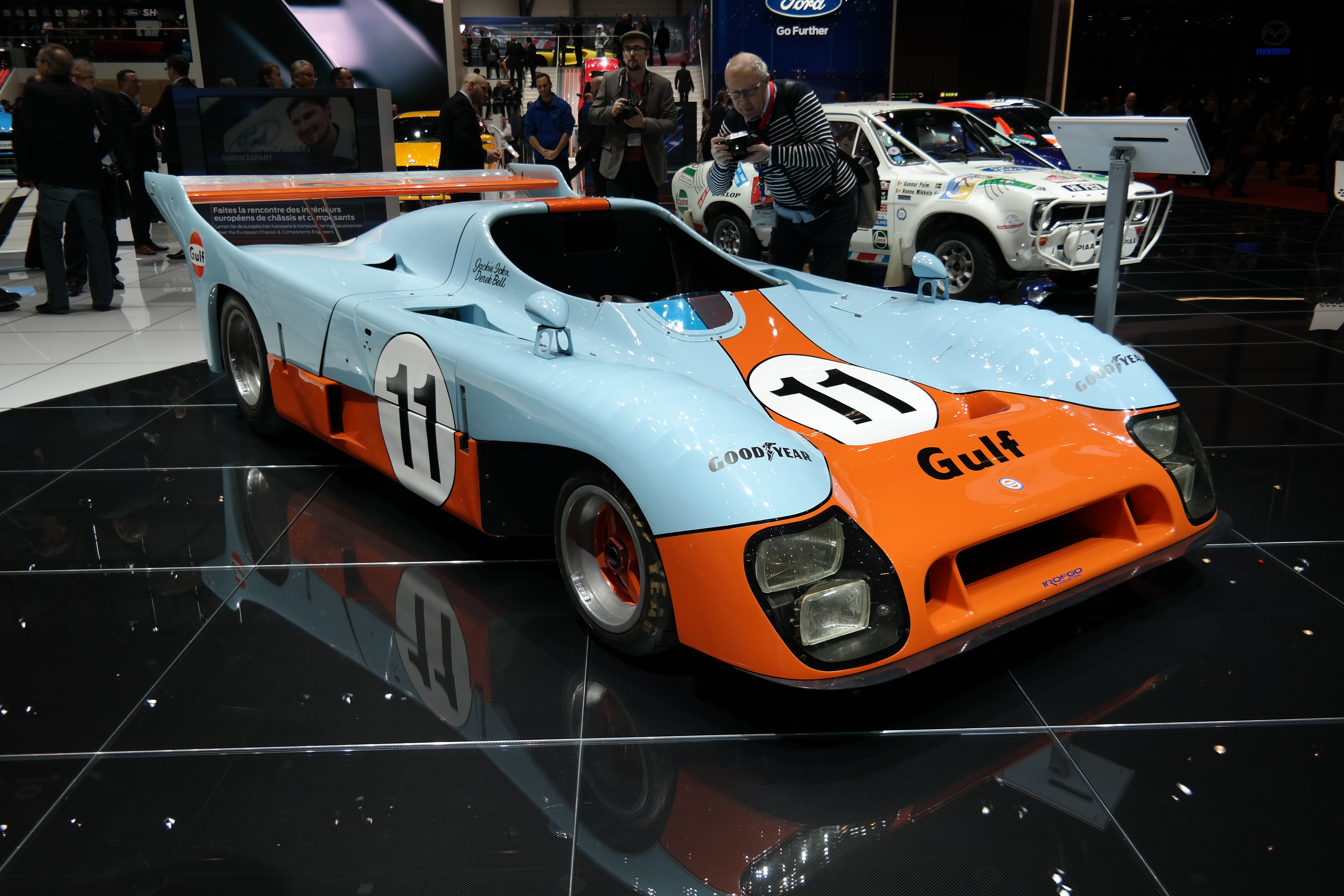
1. 11 Gulf Mirage GR8

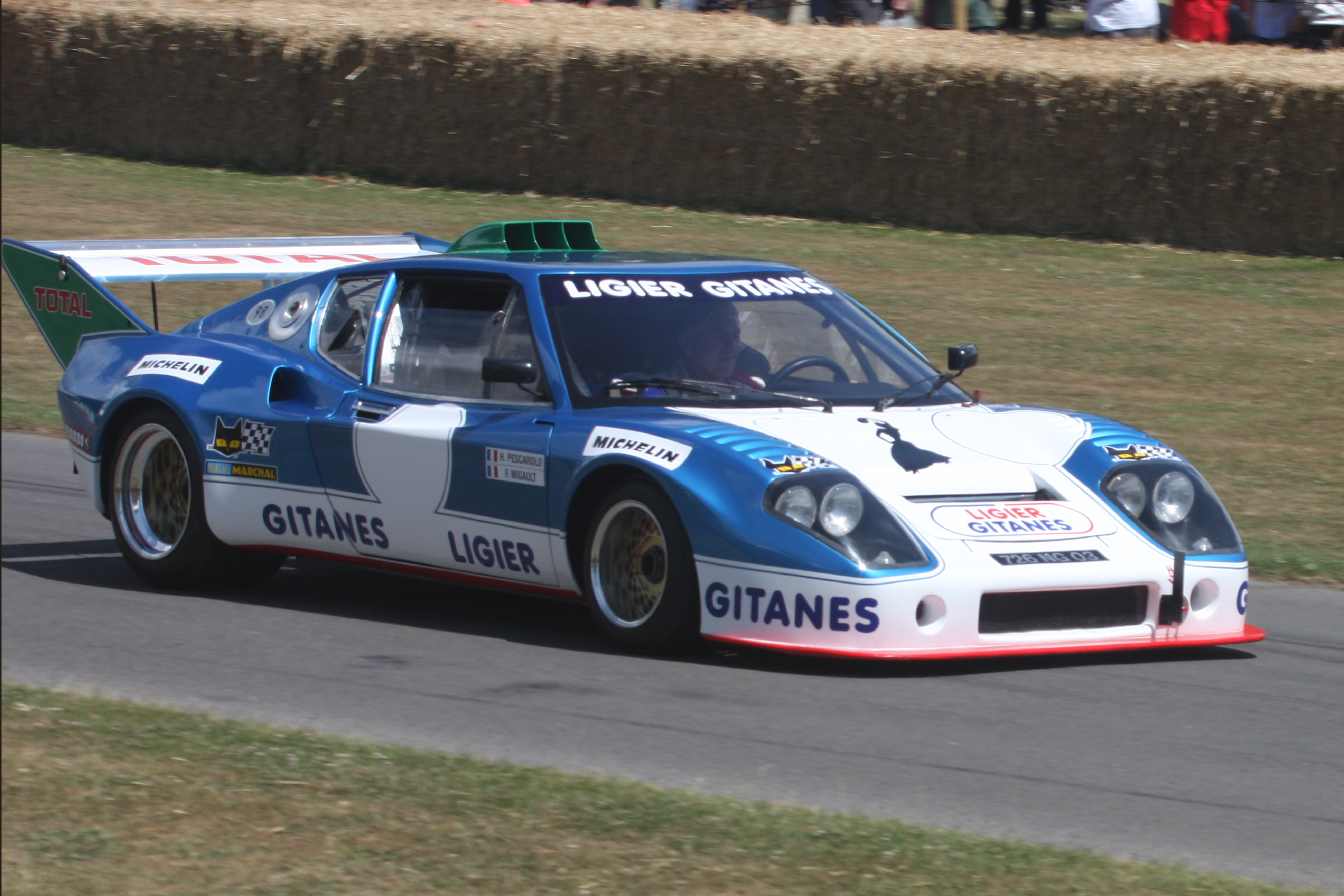
1. 5 Ligier JS2

| Pos    | Class   | Nº | Equipe                                   | Pilotos                                                             | Chassis                   | Motor                     | Voltas |
| ------ | ------- | -- | ---------------------------------------- | ------------------------------------------------------------------- | ------------------------- | ------------------------- | ------ |
| 1      | S 3.0   | 11 | Gulf Research Racing Co.                 | Derek Bell Jacky Ickx                                               | Mirage GR8                | Ford Cosworth DFV 3.0L V8 | 336    |
| 2      | S 3.0   | 5  | Gitanes Automobiles Ligier               | Jean-Louis Lafosse Guy Chasseuil                                    | Ligier JS2                | Ford Cosworth DFV 3.0L V8 | 335    |
| 3      | S 3.0   | 10 | Gulf Research Racing Co.                 | Vern Schuppan Jean-Pierre Jaussaud                                  | Mirage GR8                | Ford Cosworth DFV 3.0L V8 | 330    |
| 4      | S 3.0   | 15 | Ovoro Joest Racing                       | Reinhold Joest Mario Casoni Jürgen Barth                            | Porsche 908/3             | Porsche 3.0L Flat-8       | 325    |
| 5      | GT      | 58 | Gelo Racing Team                         | John Fitzpatrick Gijs van Lennep Manfred Schurti Toine Hezemans     | Porsche 911 Carrera RSR   | Porsche 3.0L Flat-6       | 315    |
| 6      | GT      | 69 | "Beurlys"                                | Jean Blaton Nick Faure John Cooper                                  | Porsche 911 Carrera RSR   | Porsche 3.0L Flat-6       | 311    |
| 7      | GT      | 53 | ASA Cachia Bondy                         | Jacques Borras Pascal Moisson Henri Cachia                          | Porsche 911 Carrera RSR   | Porsche 3.0L Flat-6       | 309    |
| 8      | GT      | 55 | Écurie Robert Buchet                     | Claude Ballot-Léna Jacques Bienvenue                                | Porsche 911 Carrera RSR   | Porsche 3.0L Flat-6       | 304    |
| 9      | GT      | 65 | Jägermeister Kremer Racing               | Billy Sprowls Juan Carlos Bolaños Andres Contreras                  | Porsche 911 Carrera RSR   | Porsche 3.0L Flat-6       | 304    |
| 10     | GT Ser. | 84 | Gerhard Maurer                           | Gerhard Maurer Christian Beez Eugen Strähl                          | Porsche 911 Carrera RS    | Porsche 3.0L Flat-6       | 295    |
| 11     | GT Ser. | 67 | Anne-Charlotte Verney                    | Anne-Charlotte Verney Yvotte Fontaine Corinne Tarnaud               | Porsche 911 Carrera RS    | Porsche 3.0L Flat-6       | 294    |
| 12     | GT      | 47 | Ecurie Francorchamps                     | Jean-Claude Andruet Teddy Pilette Hughes de Fierlandt               | Ferrari 365 GTB/4         | Ferrari 4.4L V12          | 293    |
| 13     | GT      | 48 | Marcel Mignot                            | Marcel Mignot Harry Jones Philippe Gurdjian                         | Ferrari 365 GTB/4         | Ferrari 4.4L V12          | 293    |
| 14     | S 3.0   | 4  | Alain de Cadenet                         | Alain de Cadenet Chris Craft                                        | De Cadenet-Lola T380      | Ford Cosworth DFV 3.0L V8 | 291    |
| 15     | GTX     | 20 | Porsche Club Romand                      | Bernard Béguin Peter Zbinden Claude Haldi                           | Porsche 911 Carrera Turbo | Porsche 3.0L Turbo Flat-6 | 291    |
| 16     | GT      | 43 | Team Claude Dubois Ecuador Marlboro Team | Pierre Rubens Paolo Bozzetto                                        | De Tomaso Pantera         | Ford 5.8L V8              | 290    |
| 17     | Gt Ser. | 77 | Philippe Dagoreau                        | Thierry Sabine Philippe Dagoreau Jean-Pierre Aeschlimann            | Porsche 911 Carrera RS    | Porsche 3.0L Flat-6       |        |
| 18     | GT Ser. | 80 | X Racing                                 | Raymond Touroul Philippe Hesnault                                   | Porsche 911 Carrera RS    | Porsche 3.0L Flat-6       | 284    |
| 19     | GT Ser. | 63 | Porsche Club Romand                      | Jean-Claude Bering Klaus Utz Horst Godel                            | Porsche 911 Carrera RS    | Porsche 3.0L Flat-6       | 283    |
| 20     | GT Ser. | 87 | X Racing                                 | René Boubet Philippe Demagne                                        | Porsche 911S              | Porsche 2.6L Flat-6       | 283    |
| 21     | S 2.0   | 35 | Société Esso                             | Christine Dacremont Michèle Mouton Marianne Hoepfner                | Moynet LM75               | ROC-Simca 2.0L I4         | 269    |
| 22     | S 2.0   | 30 | Jean-Marie Lemerle                       | Jean-Marie Lemerle Patrick Daire Alain Levié                        | Lola T292                 | ROC-Simca 2.0L I4         | 265    |
| 23     | GT      | 61 | Écurie Armagnac Bogorre                  | Christian Bussi Patrick Metral                                      | Porsche 911 Carrera RSR   | Porsche 3.0L Flat-6       | 265    |
| 24     | S 2.0   | 28 | Société ROC                              | François Sérvanin Jacques Henry Albert Dufrène                      | Lola T294                 | ROC-Simca 2.0L I4         | 257    |
| 25     | GT      | 71 | Joël Laplacette                          | Claude Pigeon Joël Laplacette Alain Leroux                          | Porsche 911 Carrera RS    | Porsche 2.7L Flat-6       | 257    |
| 26     | GT      | 72 | André Haller                             | Hans Schuller André Haller Benoit Maechler                          | Datsun 240Z               | Datsun 2.4L I6            | 253    |
| 27     | T       | 91 | Heiddeger Racing Team                    | Daniel Brillat Giancarlo Gagliardi Michel Degoumois                 | BMW 2002Ti                | BMW 2.0L I4               | 251    |
| 28     | GT      | 50 | Louis Meznarie                           | Hubert Striebig Helmut Kirschoffer Pierre Mauroy                    | Porsche 911 Carrera RSR   | Porsche 3.0L Flat-6       | 242    |
| 29     | S 2.0   | 38 | Rays Racing                              | Nigel Clarkson Derek Worthington                                    | Lola T292                 | Ford Cosworth BDG 2.0L I4 | 240    |
| 30     | S 2.0   | 23 | Madison Racing Team                      | Richard Knight Mike Knight Christian Mons                           | March 75S                 | Ford Cosworth 2.0L I4     | 217    |
| 31 DSQ | GT Ser. | 78 | Écurie Bouchet - Cyril Grandet           | Bob Wollek Cyril Grandet                                            | Porsche 911 Carrera RSR   | Porsche 3.0L Flat-6       | 293    |
| 32 DNF | S 2.0   | 27 | Société ROC                              | Laurent Ferrier Xavier Lapeyre Christian Ethuin                     | Lola T294                 | ROC-Simca 2.0L I4         | 223    |
| 33 DNF | S 2.0   | 29 | Société ROC                              | Pierre-Marie Painvin Franz Hummel                                   | Lola T292                 | ROC-Simca 2.0L I4         | 206    |
| 34 DNF | S 3.0   | 3  | Christian Poirot                         | Christian Poirot Gérard Cuynet Guillermo Ortega Jean-Claude Lagniez | Porsche 908/2             | Porsche 3.0L Flat-8       | 279    |
| 35 DNF | GT      | 59 | Gelo Racing Team                         | Tim Schenken Howden Ganley                                          | Porsche 911 Carrera RSR   | Porsche 3.0L Flat-6       | 106    |
| 36 DNF | S 3.0   | 1  | Wicky Racing Team                        | Max Cohen-Olivar Philippe Coran Joël Brachet                        | Porsche 908/2             | Porsche 3.0L Flat-8       | 161    |
| 37 DNF | S 3.0   | 6  | Gitanes Automobiles Ligier               | Henri Pescarolo François Migault                                    | Ligier JS2                | Ford Cosworth DFV 3.0L V8 | 146    |
| 38 DNF | GT      | 52 | Écurie du Nord                           | William Vollery Roger Dorchy Eric Chapuis                           | Porsche 911 Carrera RSR   | Porsche 3.0L Flat-6       | 93     |
| 39 DNF | T       | 98 | Auto Mazda Claude Bouchet                | Claude Bouchet Jean Rondeau                                         | Mazda RX-3                | Mazda 12A 1.2L 2-Rotor    | 78     |
| 40 DNF | GT      | 57 | Ganto Racing                             | John Rulon-Miller Tom Waugh Serge Godard                            | Porsche 911 Carrera RSR   | Porsche 3.0L Flat-6       | 16     |
| 41 DNF | GT      | 60 | Gelo Racing Team                         | Toine Hezemans Manfred Schurti                                      | Porsche 911 Carrera RSR   | Porsche 3.0L Flat-6       | 41     |
| 42 DNF | GT      | 68 | Guy Verrier                              | Guy Verrier Florian Vetsch Jean-Robert Corthay                      | Porsche 911 Carrera RS    | Porsche 3.0L Flat-6       | 91     |
| 43 DNF | GT      | 7  | Beurlys International Auto               | Pietro Polese "Willer"                                              | De Tomaso Pantera         | Ford 5.8L V8              | 22     |
| 44 DNF | T       | 93 | Hervé Poulain                            | Hervé Poulain Sam Posey Jean Guichet                                | BMW 3.0CSL                | BMW 3.5L I6               | 73     |
| 45 DNF | S 2.0   | 26 | Elf Switzerland                          | Marie-Claude Charmasson Lella Lombardi                              | Renault-Alpine A441       | Renault 2.0L V6           | 20     |
| 46 DNF | S 3.0   | 18 | Sigma Automotive Co. Ltd.                | Hiroshi Fushida Harukuni Takahashi                                  | Sigma MC75                | Toyota 2.3L Turbo I4      | 37     |
| 47 DNF | GT      | 16 | Joest Racing / Tebernum                  | Clemens Schickentanz Hartwig Bertrams                               | Porsche 911 Carrera RSR   | Porsche 3.0L Flat-6       | 42     |
| 48 DNF | GT      | 96 | Bonnemaison - Thiaw                      | Lucien Nageotte Gérard Picard                                       | Porsche 911 Carrera RSR   | Porsche 3.0L Flat-6       | 48     |
| 49 DNF | T       | 95 | Shark Team                               | Jean-Claude Guérie Dominique Fornage                                | Ford Capri RS             | Ford 3.0L V6              | 27     |
| 50 DNF | S 3.0   | 97 | Gitanes Automobiles Ligier               | Jean-Pierre Beltoise Jean-Pierre Jarier                             | Ligier JS2                | Maserati 3.0L V6          | 36     |
| 51 DNF | S 3.0   | 12 | Racing Team Schulthess                   | Hervé Bayard Heinz Schulthess                                       | Lola T284                 | Ford Cosworth DFV 3.0L V8 | 16     |
| 52 DNF | S 2.0   | 40 | Philippe Mettetal                        | Jean Ragnotti Michel Lateste                                        | Tecma 755                 | Ford 1.8L I4              | 11     |
| 53 DNF | GT Ser. | 83 | Jean-Yves Gadal                          | Jean-Yves Gadal "Ségolen"                                           | Porsche 911 Carrera RS    | Porsche 2.6L Flat-6       | 6      |
| 54 DNF | T       | 90 | Jean-Claude Aubriet                      | Jean-Claude Aubriet "Depnic"                                        | BMW 3.0CSL                | BMW 3.5L I6               | 3      |
| 55 DNF | GT      | 42 | Henri Greder                             | Henri Greder Alain Cudini                                           | Chevrolet Corvette        | Chevrolet 7.0L V8         | 1      |

Legenda :DNQ = Não largou - DNF = Abandono - NC = Não classificado - DSQ= Desqualificado